# 神の雫
『神の雫』（かみのしずく）は、原作：亜樹直、作画：オキモト・シュウによる日本の漫画作品。

## 概要
2004年に『モーニング』（講談社）で連載を開始。2014年に一度連載を終了したが、2015年26号から2020年46号まで、続編『マリアージュ 〜神の雫 最終章〜』が連載された。2023年42号から『神の雫 deuxième(ドゥジエム)』を連載。これらについても本項で説明する。
『十二使徒』と呼ばれるワインの上に立つ『神の雫』と呼ばれるワインを探し出すことが物語の目的であったが、本編では『十二使徒』の謎を解き明かすまでで終わっており、ワイン『神の雫』の探索は続編に委ねられることとなった。
様々なテロワール、幻の醸造法、驚異のビンテージワインが彩る本作は従来のワイン表現方法に則らない、ワイン初心者にも分かり易い独自の表現が受け入れられ人気作となる。闇雲に高級ワインを賛美するのではなく、ワインの評価は天（その年の天候）地（ぶどう畑のテロワール）人（生産者の哲学）を重視し、エピソードによっては作り手の生産スタイルが主題になるほど。コストパフォーマンスに優れたワインも多数紹介されている（入手できるかは別として）。ゴルフより必須のビジネスツールとして日本国外でも人気が高く、特に韓国では200万部を売り上げ、韓国国内のワインブームの火つけ役ともされており、2009年の秋 - 冬にはドラマ化が予定されていた（後に諸事情により白紙化）。また、ワインの本場であるフランスでも「フランス人にとっても知らなかった知識が出てくるマンガ」と絶賛されており、アングレーム国際漫画祭2009年公式セレクションにも選定されている。2021年9月時点で世界シリーズ累計発行部数は1500万部を突破している。
この漫画が原因で、シャトー・ル・ピュイというボルドーワインの価格が高騰し、出荷元が出荷を停止する事態に発展した。
『マリアージュ 〜神の雫 最終章〜』は、内容こそワインに重きを置いているものの、フランス語で結婚を意味する「マリアージュ」というタイトルの通り、フランスで料理とワインの組み合わせを指す言葉にも使われている「マリアージュ」がテーマとなっている。
2009年1月から3月まで、日本テレビ『火曜ドラマ』枠で連続ドラマ化された。
2009年7月、料理本のアカデミー賞と言われるグルマン世界料理本大賞の最高位の賞である"殿堂"をパリで受賞した。
2010年1月、フランスのワイン専門誌「ラ・ルビュー・ド・バン・ド・フランス」が「今年の特別賞」（最高賞）に原作者の亜樹直と作画のオキモト・シュウを選出。ワインの宣伝に貢献したとして評価された。最高賞に日本人が選ばれたのは初めて。
2023年4月より米仏日共同制作の連続ドラマとして動画配信サービスHuluおよびApple TV+にて配信。第52回国際エミー賞受賞（連続ドラマ部門）。

## あらすじ

### 神の雫
ボルドーのグレートヴィンテージである1982年から22年が経った2004年、フランス料理店でソムリエ見習いとして働く紫野原みやびは、ワインの知識に関する間違いを指摘したことで客の機嫌を損ねてしまった。だが、その客の連れとして来ていた青年が、神業のようなデキャンタージュによってみやびの窮地を救った。彼こそは世界的なワイン評論家である神咲豊多香の息子、神咲雫であった。
翌日、神咲雫は営業部から新設のワイン事業部への異動を命じられた。父親が著名なワイン評論家であることを会社に見込まれたからであったが、雫はそんな父親に反発していたため、デキャンタージュの腕とは裏腹に、実はワインに関してはまったくの素人であった。
そんな時、突然の父親の訃報が届いた。豊多香の遺言を受け取った雫であったが、その内容は驚くべきものであった。遺言には、彼が選んだ12本の偉大なワイン『十二使徒』と、その頂点に立つ『神の雫』と呼ばれる幻の1本が、心象風景の表現によって記されてあった。そして、この記述が示すワインが、何年作の何というワインなのかを、1年という期限ですべて当てた者に、遺産である至高のワインコレクション全てを譲渡するというものであった。そこに死の直前に豊多香の養子として迎えられた天才ワイン評論家、遠峰一青が現れ、遺産を巡って雫と勝負することを告げられた。
ワインに興味のなかった雫は遺産を放棄しようとしたが、その後のワインとの出会いを通じてワインに魅せられ、『神の雫』を見つけ出すことを決意する。
父親譲りの神懸かり的な嗅覚と感性を武器に、『神の雫』『十二使徒』の正体と、そこに込められた謎に迫ってゆく。

### マリアージュ 〜神の雫 最終章〜
『十二使徒』探しを終えた末、さらなるワインへの探求のために海外へと旅立った神咲雫。日本へ戻るも住所不定の本人曰く「宿無しワインルンペン」の身であった彼は置き引きにあって文無しになったが、洋風居酒屋「ママミーヤ」の好意に甘える形で住み込みで働くことになった。そこで雫は店のワインに対する扱い方の違い、そしてワインと料理との組み合わせが結婚と同じで組み合わせ次第で人を幸福にすることもあれば不幸にすることもある「マリアージュ」を説き、大手チェーン店の進出で閑古鳥が鳴いていたママミーヤを立て直す。
その一方で、かつて神咲豊多香の遺言公開に始まる『十二使徒』探しが終了した後、いまだ始まっていなかった『神の雫』探しはこれを司る、かつて豊多香と彼と共にワインに魅せられていた人々からなる「神の雫騎士団」の手で、ついにその幕を上げようとしていた。

### 神の雫 deuxième
「神の雫」を巡る神咲雫と遠峰一青の死闘から時は過ぎ、舞台はパリのボン・マルシェへ。
ワインを巡る終わることのない旅が再び幕を開ける。

## 登場人物

### 神の雫
神咲 雫（かんざき しずく）
主人公。ビール会社・太陽ビールの社員。世界的なワイン評論家である父親から、幼い頃よりワインの英才教育を受けてきたが、そんな父親に嫌気が差しビール会社に就職した。新設のワイン事業部に異動となり、仕事の一環として「神の雫」を探すことを許される。
未開封のワインの中身を判別できるほど嗅覚は敏感で、表現力と感覚も父親譲りの優れた才能を持っている。一方でワインに関する知識は、ワイン事業部に配属されて以降勉強しているものの、未だ素人同然である。ただし、父に世界中を連れ回され、様々な体験や教育を受けてきたことから、芸術や文化には非常に詳しい。
ワインは飲むことが重要だと考えており、どのような状況にあっても楽しみながら飲む。単純でお調子者だが、二枚目な容姿と真剣な姿勢から複数の女性から好意を寄せられる。しかし女心には超鈍感なため常に女性側の一人相撲となる。
人生で初めて飲んだワインはシャトー・モン・ペラである。
『神の雫 deuxième』にて遠峰セーラと結婚して、息子の香多がいることが判明した。
紫野原 みやび（しのはら みやび）
仏料理店で働くソムリエ見習い。豊富な知識があり、テイスティングの才能も持ち合わせるが、資格試験にはなかなか合格できないでいる。アドバイザーとして太陽ビールに契約社員として雇用される。
ワインの知識に乏しい雫をサポートしているが、雫には頻繁に「頭でっかち」呼ばわりされる。雫とはいつも一緒に行動しており、特別な感情も抱いている。
酔っ払うと男を部屋に連れ込む癖があり、作中では、度々セクシーショットが披露されている。
『神の雫 deuxième』にて、クリスと結婚し、二児の母になり、更に自身はフランスでワイン造りを始めていることが判明した。
神咲 豊多香（かんざき ゆたか）
雫の父親。世界的なワイン評論家。世界有数のワインコレクターで、所有するワインの市場価格の総額は20億円相当と言われる。膵臓癌で死亡し、ある遺言を残す。
作中ではロバート・パーカーに並ぶ世界的ワイン評論家とされており、ワイン関連の著作もあり、市場価格にも影響を及ぼしていた。評論家の枠にとどまらず、リリース前のワインのテイスティングノートを書く天才的味覚・嗅覚を生かしてワイン醸造のコンサルティングも行っていた。
若い頃にワインの先物取引（先物価格でワインを購入し、価格が上がったら転売して利ざやを稼ぐ投機的ワイン売買）で財産を築く。
遠峰 一青（とおみね いっせい）
若きカリスマワイン評論家。神咲豊多香のワインコレクションが欲しいがために、養子縁組をし、雫とともに遺言を受ける。雫のライバル。
非常にプライドが高く度々傲慢な態度をとるが、日夜テイスティングの腕を磨き続ける努力家でもあり、「ワインへの渇望」を高めるためにタクラマカン砂漠に行ったり、遺言状の記述を理解するために遊園地を一つ借り切るなど、ワインに人生を捧げている。決してワインに嘘をつかず、雫の利になるとしても評価を曲げることはしない。
ワインのテイスティングに際して、一種のトランス状態になりながら「おお、おおお」と唸る癖がある。神の雫選定後、膵臓癌で死亡する。
死亡後に娘の青夜が生まれる。
実は仄香と豊多香の間に生まれた私生児であり、雫の異母兄に当たる。この事を知っているのはごく一部であり、雫やセーラはこの事を知らない。
クリストファー・ワトキンス
アメリカ人。父親の命により、第九の使徒より参戦する。第一から第八までの使徒を遺言状の記述を聞いただけで当てられる程の才能を持つが、第九の使徒の決選場で「豊多香の記述をなぞっただけ」という点をロベールに指摘され、自分探しの旅に出る。
みやびに惚れているが、彼女からは煙たがられている。また、雫をみやびに対する恋敵と認識するが、雫はその事に全く気付いていない。
『神の雫 deuxième』にて遂に想いを遂げてみやびと結婚し、二児の父になっている。また、家具の販売を手がけている描写がある。
霧生 涼子（きりゅう りょうこ）
弁護士。神咲豊多香の遺言作成にも立ち会い、氏の残したワインの管理と相続に関する全てを任されている。
藤枝 史郎（ふじえだ しろう）
ワインバー「モノ・ポール」のオーナーソムリエ。みやびの師匠。雫達の良き相談相手。
「オーパス・ワン」や「カロン・セギュール」などの高級ワインをおごりで客に出すなど、非常に気前が良い。
若い頃は共産主義に傾倒し、学生運動にのめり込んでいた。
美島 壮一郎（みしま そういちろう）
みやびの勤めていたレストランチェーンのオーナー。
在庫を抱えないために高級ワインのオーダーが入ったら近所の酒屋に買いに行くよう指示したり、ひたすら利益を追求するタイプの経営者で周囲からはビジネスの鬼と評されていた。
過去の恋人とよりを戻したことをきっかけに穏やかで寛大な性格となる。
西園寺 マキ（さいおんじ マキ）
西園寺コーポレーション・SAIONトレーディング社長。ワインの輸入販売などを行っており、一青のパトロンである。
雫が使徒勝負から降りるよう罠にはめたり、ローランを一青から引き離そうと画策するなど、目的のためなら手段を選ばない性格だが、ワインに関する貴重なコネを持つ。一青の心をも手に入れようとしている。
『神の雫』第44巻の表紙では、主要人物の中でただ一人登場していない。
土肥 ロベール（どい ロベール）
日仏ハーフ。神咲豊多香の旧友で、最も信頼されていた。現在はいわゆるホームレスで、公園のダンボールハウスに「シャトー・ロベール」と名付けて住んでいる。住んでいる公園は彼の私設のもので、ダンボールハウスで暮らしてはいるものの、数十億円の資産があるらしい。雫と一青の戦いの立会人。
使徒の記述を聞いただけで正体を理解するほどの経験と才能、有名シャトーにも口利きできるほどの権威を持つ。
口癖は「それもまたワインじゃ」。
セーラ
一青の異父妹であり、売れっ子モデル。日仏ハーフ。5歳で初めてワインを飲み、12歳で普通に飲むようになり、14歳でワインの虜になり、ワインの知識も豊富。みやびから「マダム・ルロワのよう」と評される。
太陽ビールのCMモデルであったことから雫とも交流するようになるが、一青の妹であることは隠し、使徒探しの進行状況などを密かに探っては一青に報告している。
『神の雫 deuxième』にて神咲雫と結婚し、息子の香多がいることが判明する。
河原毛（かわらげ）
ワイン事業部の部長。
常にまったりしており存在感が薄いが、ワインへの愛情と知識には並々ならぬものがあり、部下からの信頼は厚い。
ワイン事業部は河原毛の上層部への熱心な働きかけによって発足した。
本間 長介（ほんま ちょうすけ）
ワイン事業部の一員。昔フランス人女性に振られたことが原因で、イタリアワイン一辺倒になる。
筋金入りのワインオタクであり、自宅マンションのスペースのほとんどをワインの保管に当てている。
父と母はすでに他界している。
モデルはシニアワインアドバイザーの本間敦。
木戸 竜介（きど りゅうすけ）
ワイン事業部の一員。一番の年下。元々は宣伝部希望だった。最初はワインを馬鹿にしていたが、それは研修後に配属となった部署で教育係を担当した年上の女性社員への苦手意識からだった。しかし、次第にワインの美味さと奥深さにのめり込み、件の女性社員ともうまくいくようになった。そして、今はフランスやイタリア以外でも安くて美味いワインを数多く日本に広める事が夢となっている。やがてスペインワインに目覚め、同国のワインを広めようとしていく。
キルギス・ローラン（ローラン・ワトキンス）
第2の使徒探しの際、一青がタクラマカン砂漠で出会った中国新疆ウイグル自治区出身の女性。名前の由来は楼蘭で、母親が日本人。ワインに関しては無知であったが、砂漠に埋もれていたワインを見つけるなど、雫に匹敵する嗅覚を持つ。一青に日本へ招かれ、一青の使徒探しに協力する。しかし西園寺マキの策略により、一青から引き剥がされてしまった。その後渡仏。クリストファーの父チャールズ・ワトキンスの養子となり、パリで一躍天才テイスターとしての地位を築き上げる。一青への愛のために彼を越えようと心に決めている。
『マリアージュ ～神の雫 最終章～』で青夜を妊娠しており。雫に一青が書き記した「神の雫」を渡した後、渡仏して青夜を生んだ。その後は、青夜とともにフランスに在住している事が『 神の雫 deuxième』で判明した。WIC後にワインの世界に返り咲くことを決める。
石河 順也（いしかわ じゅんや）
みやびの中学校・高校時代の友達。入院中の父親に代わりワインショップを営む。一橋大学卒。双子の兄。「ワインは作り手で決まる」がポリシーだった。
石河 健也（いしかわ けんや）
同上。双子の弟。優秀な兄と違い元暴走族で、高校も中退した。「ワインは畑で決まる」がポリシーだった。
高杉 亮（たかすぎ りょう）
みやびの中学時代の同級生で、初恋の相手。実家のスーパーが急成長したため、名家の子息が通う学校に転校した。しかし、そこで価値観を否定されるほどの衝撃的な体験をし、ブランド至上主義に傾倒した。だが、みやびと雫達ワイン事業部の力によりかつての自分を取り戻した。スーパーの中国進出を社長である父親から任されたため、同級生の妹である田中萌黄にプロポーズし、共に中国へ行った。
田中 萌黄（たなか もえぎ）
高杉に好意を持っていた女性。己に自信がなく内向的な性格だったため、みやびが高杉と引き合わせた。高杉とパーティーに参加した際、高杉の見合い相手が萌黄に恥をかかせようとして、目隠し試飲コンテストに強制的に参加させられたが、ワインの本質を見抜き、遠峰に称賛された。高杉のプロポーズに応え中国へ渡る。
遠峰 仄香（とおみね ほのか）
一青とセーラの母親。フランス有数のワインテイスターで航空会社の取締役夫人。一青と雫の勝負では中立の立場に身を置いている。一青が幼い頃、雪山で彼を殺そうとした。
ルパンのおばちゃん
物語最初期、雫が立ち寄ったグラスワイン店でであった年配女性。ワインに精通している。太陽ビールワイン事業部主催の試飲会に訪れたときに太陽ビール重役や河原毛部長らが示した言動からどうやら太陽ビールに関係しているらしい。実は大株主。雫の回想で太陽ビールへの就職を父・豊多香に報告したときの父の態度からもルパンおばさんは生前の豊多香とも交流があった模様。ロベールのダンボールハウスに訪れてワインを飲む仲でもある。

### マリアージュ 〜神の雫 最終章〜
間宮 倉蔵（まみや くらぞう）
洋風居酒屋「ママミーヤ」の店主を勤めるシェフ。妻や娘の香実と共に店を営んでいたが、ロマネ屋が店の向かいに開店してからは閑古鳥が鳴いている現状に不満を抱きながらも、曽我から店の経営を止めてロマネ屋のチェーン店にするようにとの要求を拒み続けていた。雫のおかげで店の経営を持ち直した上、鴨志田との和解を果たし、彼と香実との仲も認め、なおかつ2年前の失敗に対する反省から「ワインに料理を寄り添わせる努力」の大切さを学んだ。
間宮 香実（まみや こうみ）
間宮の娘。雫のおかげでママミーヤの経営が好転した矢先にロマネ屋が対抗策として雇ったソムリエが、かつて交際していた鴨志田であることに衝撃を受ける。2年前の件では鴨志田が選んだワインも、間宮が作った料理も特別美味しいとは思えなかったが、それを正直に言え出せずに「どっちも悪くないと思う」と発言するが、これが「料理の味が変わってないから、鴨志田のワイン選びが失敗した」と受け取られてしまい、鴨志田が店を去る要因となった。しかし、雫の力添えで鴨志田と復縁し、間宮からも交際を晴れて認められた。
鴨志田 徹（かもしだ とおる）
ロマネ屋に雇われたソムリエ。2年前はママミーヤの従業員で香実と交際していたが、倉蔵から店で出すワイン選びを任されるも、自信を持って選んだワインと料理のマリアージュが失敗した挙句、料理そのものに自信のあった倉蔵から叱責された上、香実も倉蔵の肩を持つような発言をしたため店を飛び出した。しかし、自分のマリアージュがロマネ屋でも上手くいかない中、敵情視察のため乗り込んだママミーヤで雫が見せたマリアージュに触れて、自分が「肉料理には赤ワイン、魚料理には白ワイン」という固定観念にとらわれるあまり「幸福な結婚」とでも言うべきマリアージュからかけ離れていたことを痛感し、間宮に2年前の件を謝罪した。またこれを機に香実とも復縁し、さらにはママミーヤにもソムリエとして復帰した。
唐木（からき）
ロマネ屋のシェフ。契約社員という立場上、上の方針には逆らえずに従っていたが、ロマネ屋の撤収に伴い誕生したママミーヤの2号店（店舗はそれまでロマネ屋が使っていた建物）にシェフとして雇われることとなり安堵した。
曽我（そが）
大手居酒屋チェーン「ロマネ屋」のゼネラル・マネージャー。利益のためには手段を選ばず、大手の資本力を後ろ盾に不正もやってのける男。
かつては一流のレストランでマネージメントをしていたが、豊多香に不正を暴かれて店を追われた末、本人曰く「居酒屋チェーンのマネージャーに身をやつす羽目になった」因縁を持ち、「東京ワイン＆ダインフェスティバル」の予選では同じ中価格帯のママミーヤと競合するが、豊多香の息子である雫への対抗心から不正な手を多用して勝とうとする。しかし、雫の反撃に一蹴され、逆にロマネ屋の方が閑古鳥が鳴くことになり、一時呆けていた。
松丘 連路（まつおか れんじ）
ヴィスコンティが雫と遠峰に課したチーズに合うワイン選びの試練において、チーズの選択を任された補佐役のシェフ。遠峰とはかつて因縁があり、彼を試す立場になったことについて「あなたごときがこの私を？」と言われている。
東京ダイン＆ワインではアングレームに事前に情報を漏らしたり、ママミーヤの調理を妨害するなどの不正が露見した。
原島 翔（はらしま　しょう）
ビストロ9のオーナー。食とワインのマリアージュに対して貪欲な探究者。東京ダイン&ワインでママミーヤと優勝争いをした。その後は、アンドリュー・ウォンが出した四大中華料理とワインのマリアージュについて、雫に協力した。
三笠 絵美理（みかさ　えみり）
アングレームの元シェフ。幼少の頃、両親と食べに行ったパリの16区にあった、後に夫になるルイがソムリエとして働いていた店が、彼女のフレンチシェフとしての原点。東京ダイン＆ワイン後にアングレームを辞めた後、フランスに渡り、ルイと結婚して、幼少の頃に訪れたレストランでシェフとして働く。

### 神の雫騎士団
およそ20年前に神咲豊多香とワイン界の重鎮たちの手で結成された私設騎士団。『神の雫』劇中時点ですでに豊多香の遺言による「十二使徒」探しを仕切る立場にあったが、終盤においてようやくその存在が雫と遠峰に明かされ、しかもこの時は騎士団の名前ははっきりとは明かされず、その顔ぶれについて触れられる程度だった。
『マリアージュ 〜神の雫 最終章〜』においてその名前が明かされ、同時に雫と遠峰に対して「神の雫」を探すための試練を課す。
騎士団としての性質から、正式に属している者には必ず階級が存在し、劇中ではコマンドール（司令官）、オフィシエ（将校）、シュヴァリエ（騎士）という階級が確認できる。
以下の面々は、既に登場した人物の場合、騎士団での立場を含めた『マリアージュ 〜神の雫 最終章〜』における点を中心に記載する。また、初登場の者については劇中ではシルエットで描かれてその全貌が不明であり、本格的な出番に際して初めて明確に描かれ、読者にはっきりとわかるようになっている。
神咲 豊多香（かんざき ゆたか）
唯一無二のコマンドール
騎士団での階級はコマンドール。死後もなお騎士団の面々に、そして息子である雫と遠峰に遺言を含めて大いなる影響力を残している。
決して妥協を許さず、雫いわく「厳しい表情をしていたが、あれは自分に向けたものだった」という、自分にも他人にも厳しい人物。雫が少年の頃、彼を連れて行った店で曽我の不正を見逃すことなく、その店から追放するに至っている。それだけに、豊多香の死後において彼に代わるだけの人物は騎士団内でも事実上皆無のようで、決定権のない補佐役とはいえ松丘のような人格面で問題のある人間をヴィスコンティが神の雫探しの場に関わらせるという、彼の生前ではあり得ない出来事も起こっており、騎士団自体のレベルが低下している兆候が見える。
土肥 ロベール（どい ロベール）
吟遊ワイン詩人
騎士団での階級は、当初仄香やチャールズと同じくコマンドールとされたが、『マリアージュ 〜神の雫 最終章〜』ではオフィシエとして扱われている（これは仄香やチャールズも同様）。
豊多香が残した遺言状の中の「神の雫」に関する7枚の記述を各人1枚ずつ所有している「7人のオフィシエ」の1人。公平な判定が出来ないと看做されたり、雫や遠峰の実力や豊多香の残した遺言の課題を達成できているかについて認めているのが少数派となっている現状ゆえ、2人に対してもはや助力が出来ないと後ろめたく思っているが、それでも言うべきところは主張する。
遠峰 仄香（とおみね ほのか）
テイスティングの魔女
騎士団の階級はオフィシエで、「7人のオフィシエ」の1人。ヴィスコンティの試練に際して一青が全員一致で合格を認められたのに対し、雫の合否が3対3で割れる中、彼女が賛成票を投じたことで雫は神の雫探しに挑むことを許された。
雫と一青に対し、後継者選定に私情を挟んでいる事をロベールに看做され、彼によって騎士団を除名された。その後は、どこにでもいるような普通の母親だとセーラに評された。
『神の雫 deuxième』では、将来有望な若手のレストラン経営者をバックアップしている様子が見られた。
チャールズ・ワトキンス
崇高のワインコレクター。
騎士団の階級はオフィシエで、「7人のオフィシエ」の1人。クリストファーの実父で、キルギス（マダム・ローラン）の義父。『神の雫』時点で既に登場していたが、『マリアージュ 〜神の雫 最終章〜』より本格的に物語に関わる。雫の能力は認めているが、遠峰の方が上とオフィシエたちから看做されていることもまた認めている。
ロマーノ・ヴィスコンティ
沈黙のワイン貴族。
騎士団の階級はオフィシエで、「7人のオフィシエ」の1人。雫や遠峰と初対面である上記の3人以外のオフィシエを代表して、「神の雫」に挑む資格があるか否かを試すための試練を課す。試練の場においては、常に「沈黙」をもって認める姿勢である。雫と遠峰に課した試練では2人の合格を認めるが、雫は沈黙で認めたのに対し遠峰は真っ先に「異議無し」と発言して認め、2人の間に明らかな差があると考えていることは明確であった。
フランソワーズ・ブラック
葡萄畑の女帝」。
騎士団の階級はオフィシエで、「7人のオフィシエ」の1人。
ヘンリー・ギルバート
「ワイン評論の哲人」。
騎士団の階級はオフィシエで、「7人のオフィシエ」の1人。
アンドリュー・ウォン
「ゴールド・テイスター」。
騎士団の階級はオフィシエで、「7人のオフィシエ」の1人。
フランスの四品のコース料理の次に、自身の出身地である中国の四大中華料理の課題を出した。
嘗ては全てを見下す態度で神咲豊多香に挑んだが完敗し、それ以降神咲豊多香を神聖視している。

### 神の雫 deuxième
遠峰 青夜（とおみね　せいや）
遠峰一青とローラン・ワトキンスの娘。幼い頃から、母であるローランに絵画や音楽の鑑賞に付き合わされ、その中で知らないうちに感性が磨かれていく。そして、叔父である雫に父の一青が遺した「神の雫」を読ませてほしいと懇願するが、その条件としてWIC(ワイン イマジネーション選手権)に出場し、優勝することを提示される。
雫と同じく犬並みに鼻がいい。
神咲 香多（かんざき　こうた）
神咲雫と遠峰セーラの息子。名前は祖父の神咲豊多香から二文字をもらって名付けられた。青夜の従兄弟。
WICを観戦するために母のセーラによって日本からフランスに呼び出された。

## 登場するワイン
原作者の好みにより、紹介されるワインの大半はフランスワインである。次いでイタリアワインを中心としたヨーロッパ産ワインの登場頻度が高い。新世界（アメリカ、オーストラリア、チリなど）のワインはあまり紹介されない。原作者が実際に飲んだワインのみ登場させている。
巻末（44巻では巻の途中）には、原作者が週末に飲んだワインの批評が五段階評価で掲載されているが、やはり旧世界が主である。

## 「十二使徒」の正体
|              | 生産者                     | 生産国・地域・格付                                         | 銘柄・生産年                                                                     |
| ------------ | -------------------------- | ---------------------------------------------------------- | -------------------------------------------------------------------------------- |
| 第一の使徒   | ジョルジュ・ルーミエ       | フランス ブルゴーニュ地方シャンボール・ミュジニー村 1級畑  | レ・ザムルーズ 2001年                                                            |
| 第二の使徒   |                            | フランス ボルドー地方マルゴー村 3級                        | シャトー・パルメ 1999年                                                          |
| 第三の使徒   | ドメーヌ・デュ・ペゴー     | フランス ローヌ地方                                        | シャトーヌフ・デュ・パプ キュヴェ・ダ・カポ 2000年                               |
| 第四の使徒   |                            | フランス ボルドー地方ポムロール地区 （格付制度なし）       | シャトー・ラフルール 1994年                                                      |
| 第五の使徒   | ミシェル・コラン・ドレジェ | フランス ブルゴーニュ地方ピュリニー・モンラッシェ村 特級畑 | シュヴァリエ・モンラッシェ 2000年                                                |
| 第六の使徒   | ルチアーノ・サンドローネ   | イタリア ピエモンテ州                                      | バローロ・カンヌビ・ボスキス 2001年                                              |
| 第七の使徒   | マンフレッド・クランクル   | アメリカ カリフォルニア オーク・ビュー                     | シネ・クア・ノン ザ・イノーギュラル・イレブン・コンフェッションズ・シラー 2003年 |
| 第八の使徒   | ジャック・セロス           | フランス シャンパーニュ                                    | キュヴェ・エクスキーズ NV                                                        |
| 第九の使徒   | ポッジョ・ディ・ソット     | イタリア トスカーナ州                                      | ブルネッロ・ディ・モンタルチーノ 2005年                                          |
| 第十の使徒   | ロベール・シュルグ         | フランス ブルゴーニュ地方ヴォーヌ・ロマネ村 特級畑         | グラン・エシェゾー2002年                                                         |
| 第十一の使徒 | ラウル・ボベ               | スペイン カタルーニャ州プリオラート                        | フェレール・ボベ・セレクチオ・エスペシャル 2008年                                |
| 第十二の使徒 |                            | フランス ボルドー地方ソーテルヌ村 特1級                    | シャトー・ディケム 1976年                                                        |

## 書誌情報

### 単行本
- 亜樹直（原作） / オキモト・シュウ（作画） 『神の雫』 講談社〈モーニングKC〉、全44巻
  1. 2005年3月23日発売、ISBN 4-06-372422-0
  2. 2005年5月23日発売、ISBN 4-06-372435-2
  3. 2005年8月23日発売、ISBN 4-06-372459-X
  4. 2005年11月22日発売、ISBN 4-06-372477-8
  5. 2006年1月23日発売、ISBN 4-06-372490-5
  6. 2006年4月21日発売、ISBN 4-06-372510-3
  7. 2006年7月21日発売、ISBN 4-06-372543-X
  8. 2006年10月23日発売、ISBN 4-06-372556-1
  9. 2006年11月22日発売、ISBN 4-06-372569-3
  10. 2007年2月23日発売、ISBN 978-4-06-372578-0
  11. 2007年5月23日発売、ISBN 978-4-06-372599-5
  12. 2007年8月23日発売、ISBN 978-4-06-372622-0
  13. 2007年11月6日発売、ISBN 978-4-06-372633-6
    - オリジナルCD付き限定版、ISBN 978-4-06-362097-9

  14. 2007年12月6日発売、ISBN 978-4-06-372651-0
  15. 2008年2月22日発売、ISBN 978-4-06-372664-0
  16. 2008年5月22日発売、ISBN 978-4-06-372686-2
  17. 2008年8月22日発売、ISBN 978-4-06-372725-8
  18. 2008年11月21日発売、ISBN 978-4-06-372751-7
  19. 2008年12月22日発売、ISBN 978-4-06-372759-3
  20. 2009年3月23日発売、ISBN 978-4-06-372779-1
  21. 2009年8月21日発売、ISBN 978-4-06-372815-6
  22. 2009年11月13日発売、ISBN 978-4-06-372838-5
  23. 2010年1月22日発売、ISBN 978-4-06-372849-1
  24. 2010年3月23日発売、ISBN 978-4-06-372879-8
  25. 2010年8月23日発売、ISBN 978-4-06-372915-3
  26. 2010年11月5日発売、ISBN 978-4-06-372938-2
  27. 2010年12月22日発売、ISBN 978-4-06-372968-9
  28. 2011年3月23日発売、ISBN 978-4-06-372988-7
  29. 2011年6月23日発売、ISBN 978-4-06-387005-3
  30. 2011年9月23日発売、ISBN 978-4-06-387045-9
  31. 2011年11月17日発売、ISBN 978-4-06-387064-0
  32. 2012年2月23日発売、ISBN 978-4-06-387084-8
  33. 2012年5月23日発売、ISBN 978-4-06-387107-4
  34. 2012年8月23日発売、ISBN 978-4-06-387134-0
  35. 2012年11月22日発売、ISBN 978-4-06-387156-2
  36. 2013年2月22日発売、ISBN 978-4-06-387188-3
  37. 2013年4月23日発売、ISBN 978-4-06-387204-0
  38. 2013年6月21日発売、ISBN 978-4-06-387221-7
  39. 2013年9月20日発売、ISBN 978-4-06-387247-7
  40. 2013年11月22日発売、ISBN 978-4-06-387268-2
  41. 2014年2月21日発売、ISBN 978-4-06-387293-4
  42. 2014年5月23日発売、ISBN 978-4-06-388322-0
  43. 2014年6月23日発売、ISBN 978-4-06-388339-8
  44. 2014年7月23日発売、ISBN 978-4-06-388349-7
- 亜樹直（原作） / オキモト・シュウ（作画） 『マリアージュ 〜神の雫 最終章〜』 講談社〈モーニングKC〉、全26巻
  1. 2015年10月23日発売、ISBN 978-4-06-388537-8
  2. 2016年1月22日発売、ISBN 978-4-06-388552-1
  3. 2016年4月22日発売、ISBN 978-4-06-388585-9
  4. 2016年7月22日発売、ISBN 978-4-06-388621-4
  5. 2016年10月21日発売、ISBN 978-4-06-388649-8
  6. 2017年1月23日発売、ISBN 978-4-06-388683-2
  7. 2017年4月21日発売、ISBN 978-4-06-388714-3
  8. 2017年7月21日発売、ISBN 978-4-06-510045-5
  9. 2017年10月23日発売、ISBN 978-4-06-510277-0
  10. 2017年11月22日発売、ISBN 978-4-06-510515-3
  11. 2018年1月23日発売、ISBN 978-4-06-510736-2
  12. 2018年4月23日発売、ISBN 978-4-06-511228-1
  13. 2018年7月23日発売、ISBN 978-4-06-511896-2
  14. 2018年10月23日発売、ISBN 978-4-06-513094-0
  15. 2018年11月22日発売、ISBN 978-4-06-513464-1
  16. 2019年1月23日発売、ISBN 978-4-06-514140-3
  17. 2019年4月23日発売、ISBN 978-4-06-514969-0
  18. 2019年7月23日発売、ISBN 978-4-06-516559-1
  19. 2019年10月23日発売、ISBN 978-4-06-517638-2
  20. 2019年11月21日発売、ISBN 978-4-06-517828-7
  21. 2020年1月23日発売、ISBN 978-4-06-518154-6
  22. 2020年4月23日発売、ISBN 978-4-06-518998-6
  23. 2020年7月20日発売、ISBN 978-4-06-520237-1
  24. 2020年10月23日発売、ISBN 978-4-06-520910-3
  25. 2020年11月20日発売、ISBN 978-4-06-521230-1
  26. 2020年12月23日発売、ISBN 978-4-06-521579-1
- 亜樹直（原作） / オキモト・シュウ（作画） 『神の雫 deuxième』 講談社〈モーニングKC〉、全2巻
  1. 2024年3月22日発売、ISBN 978-4-06-534786-7
  2. 2024年5月22日発売、ISBN 978-4-06-535466-7

### 関連商品
- 『神の雫〜ワインと音楽のマリアージュ〜』（イメージアルバム）
  - 2007年11月7日発売、作品の世界観を忠実に表現したアルバム。原作者・亜樹直の監修により、クラシック・ジャズ・民俗音楽など、様々なジャンルから20曲が選曲された。
  - 単行本第13巻でCD付きの限定版が発売された。
- 『神の雫作者のノムリエ日記』 2009年1月23日発売、ISBN 978-4-06-364754-9
- 『亀梨和也主演「神の雫」Photo Book』 2009年3月3日発売、ISBN 978-4-06-379335-2

## テレビドラマ
2009年1月13日から3月10日まで毎週火曜日の22時00分から22時54分 (JST)に日本テレビで放送。ハイビジョン制作。
キャッチコピーは「神は、人類に想像力とワインを与えた。」。
初回は、15分拡大の23時09分までの放送。番組制作費の節減に伴い、本作が火曜ドラマ枠最後の作品となり、1973年4月スタートの「火曜劇場」以来36年間続いた火曜ドラマの歴史に幕を降ろした。
日刊スポーツの主催するドラマグランプリ冬部門において、作品・主演男優・助演男優・助演女優の四部門を制した。

### キャスト
- 神咲雫 - 亀梨和也（KAT-TUN）（幼少期：本田海青）
- 遠峰一青 - 田辺誠一
- 紫野原みやび - 仲里依紗
- 西園寺マキ - 内田有紀
- 霧生涼子 - 戸田菜穂
- 河原毛茂 - 升毅
- 本間長介 - 田口浩正
- セーラ - 佐々木希
- 木戸竜介 - 平方元基
- 皆本さおり - 萩美香
- 藤枝史郎 - 辰巳琢郎
- 土肥ロベール - 竹中直人
- 神咲豊多香 - 古谷一行
- 執事・吉田 - 野村信次

### ゲスト
第1話
- 綿貫鈴香 - 本仮屋ユイカ
- 綿貫 - 益岡徹
- 飛田 - 笹野高史
- 平沼紀久

第2話
- 水澤カオリ - 加藤あい
- 水澤 - 三宅弘城

第3話
- 高杉新一 - 松田悟志

第5話
- 佳代子 - 松田沙紀

第6話
- 川岸 - 北見敏之

第7話
- 浦井 - 佐戸井けん太
- 横関 - 須永慶
- でんでん
- 山下裕子
- 島津健太郎

最終話
- 藤田 - 小須田康人

### スタッフ
- 原作 - 亜樹直
- 作画 - オキモト・シュウ「神の雫」（モーニングKC／講談社刊）
- 脚本 - 渡辺雄介
- 音楽 - 福島祐子、中島靖雄
- 主題歌 - KAT-TUN「ONE DROP」(ジェイ・ワン レコーズ)
- 原案協力 - 松下陵、城戸雄介、山谷奈久留（講談社『週刊モーニング』編集部）
- 技術協力 - NiTRo
- 美術協力 - 日テレアート
- プロデューサー - 桑原丈弥（日テレ）、秋元孝之（AVEC COMPANY）
- 演出 - 中島悟、石尾純
- 制作プロダクション - AVEC COMPANY
- 製作著作 - 日テレ

### サブタイトル
| 各話                                           | 放送日  | サブタイトル       | 原作                               | 演出   | 視聴率 |
| ---------------------------------------------- | ------- | ------------------ | ---------------------------------- | ------ | ------ |
| 第1章                                          | 1月13日 | 遺産対決究極の味   | 1巻 - 3巻                          | 中島悟 | 10.3%  |
| 第2章                                          | 1月20日 | 第一の使徒登場!    | 4巻 - 6巻（第一の使徒）            | 中島悟 | 7.3%   |
| 第3章                                          | 1月27日 | 父が教えた団欒の味 | 6巻・7巻・10巻・11巻（第三の使徒） | 中島悟 | 6.2%   |
| 第4章                                          | 2月03日 | 遂に悲劇の幕が開く | 4巻・7巻・8巻・11巻（第二の使徒）  | 中島悟 | 5.0%   |
| 第5章                                          | 2月10日 | 暴かれた出生の秘密 | 7巻・8巻・11巻（第二の使徒）       | 石尾純 | 6.0%   |
| 第6章                                          | 2月17日 | 雪上の弟と沈黙の兄 | 16巻 - 18巻（第五の使徒）          | 中島悟 | 4.9%   |
| 第7章                                          | 2月24日 | 隠された遺言状の謎 | 単行本未収録（第六の使徒）         | 石尾純 | 4.7%   |
| 第8章                                          | 3月03日 | 初恋の詩に秘めた謎 | 13巻 - 15巻（第四の使徒）          | 中島悟 | 4.9%   |
| 最終章                                         | 3月10日 | 決着! 父から子へ   | ドラマオリジナル                   | 中島悟 | 5.4%   |
| 平均視聴率6.2%（ビデオリサーチ調べ・関東地区） |         |                    |                                    |        |        |

| 日本テレビ 火曜ドラマ                                  | 日本テレビ 火曜ドラマ                    | 日本テレビ 火曜ドラマ                     |
| 前番組                                                 | 番組名                                   | 次番組                                    |
| ------------------------------------------------------ | ---------------------------------------- | ----------------------------------------- |
| オー!マイ・ガール!! （2008年10月14日 - 2008年12月9日） | 神の雫 （2009年1月13日 - 2009年3月10日） | 廃枠                                      |
| 日本テレビ系列 火曜22:00 - 22:54枠                     |                                          |                                           |
| オー!マイ・ガール!!                                    | 神の雫 【これまで火曜ドラマ枠】          | 魔女たちの22時 【ここからバラエティー枠】 |

## ソーシャルゲーム
2011年2月9日から2012年8月27日まで『神の雫〜男と女のモテワイン〜』の名称でソーシャルゲームがMobageで提供されていた。ジャンルはワイン恋愛シミュレーションゲーム。ユーザーは、ゲーム上の街やお店に繰り出し、魅力的な美女・イケメン・原作キャラクター達に出会い、“ワイン”を通して交流を深めていく。アバター機能、ワインセラーに“ワイン”をコレクションして時価総額を競う機能、“ワイン”をプレゼントしあうユーザー同士の交流などといったソーシャルなプレイ内容である。

## Webドラマ
『神の雫/Drops of God』と題する、米仏日の共同制作ドラマ。日本では動画配信サービスHuluにて2023年9月15日に配信開始。海外では Apple TV+にて2023年4月21日により配信開始された。主演は山下智久。全8話。2024年5月にはシーズン2の製作も発表された。同年、第52回国際エミー賞を「連続ドラマ部門」で受賞した。
原作の主人公・神咲雫に当たる人物がフランス人女性カミーユに、山下演じる原作では主人公・雫のライバルであった遠峰一青が主人公に設定変更されている。

### あらすじ（Webドラマ）
世界的に有名なワインガイドの著者で、ワイン学の権威でもあるフランス人・アレクサンドル・レジェが東京の自宅で息を引き取る。9歳の時に両親が離婚して以来、父・アレクサンドルに会っていなかった彼の一人娘・カミーユの前で、アレクサンドルの遺言が読み上げられ、アレクサンドルが残した世界一のワインコレクションをカミーユが相続するためには、アレクサンドルの愛弟子で、遺言に「魂の息子」と記されていた若く聡明なワイン評論家・遠峰一青との対決に勝つことが条件であった。

### キャスト（Webドラマ）
※括弧内は日本語吹替
- 遠峰一青 - 山下智久[15]（山下智久）
- カミーユ・レジェ - フルール・ジェフリエ[15]（木下紗華[26]、幼少期：安藤紬）
- トマ・シャサングル - トム・ウォズニチカ[27]（前野智昭、幼少期：野地祐翔）
- アレクサンドル・レジェ - スタンレー・ヴェベール[27]（花輪英司）
- ロレンツォ - ルカ・テラッチャーノ[27]
- ルカ・イングレゼ - ディエゴ・リボン[27]（坂詰貴之）
- 片瀬百合香 - 岡本あずさ[27]
- フィリップ・シャサングル - ギュスタヴ・ケルヴェン[27]（玉野井直樹）
- マリアンヌ・レジェ - セシール・ボワ[27]（佐々木優子、若い頃：志田有彩）
- 遠峰仄香 - 渡辺真起子[27]（青年期 - 亀田七海）
- 遠峰博和 - 二階堂智[27]
- タリオン - アントワーヌ・シャペイ[27]（志村和幸）
- 紫野原みやび - 竹中響子[27]（森夏姫）

### スタッフ（Webドラマ）
- 原作 - 亜樹直
- 脚本 - コック・ダン・トラン[15]
- プロデューサー - クラウス・ジマーマン（ダイナミック・テレビジョン）[15]
- 監督 - オデッド・ラスキン[15]
- 制作プロダクション - Hulu、レジェンダリー・テレビジョン、ダイナミック・テレビジョン、フランス・テレヴィジオン

#### 日本語吹替版制作
- 翻訳 - 野口尊子
- 演出 - 清水洋史
- 録音・調整 - 土井拓海、オムニバス・ジャパン
- 制作 - 東北新社